# Misión de Asistencia de las Naciones Unidas para Ruanda

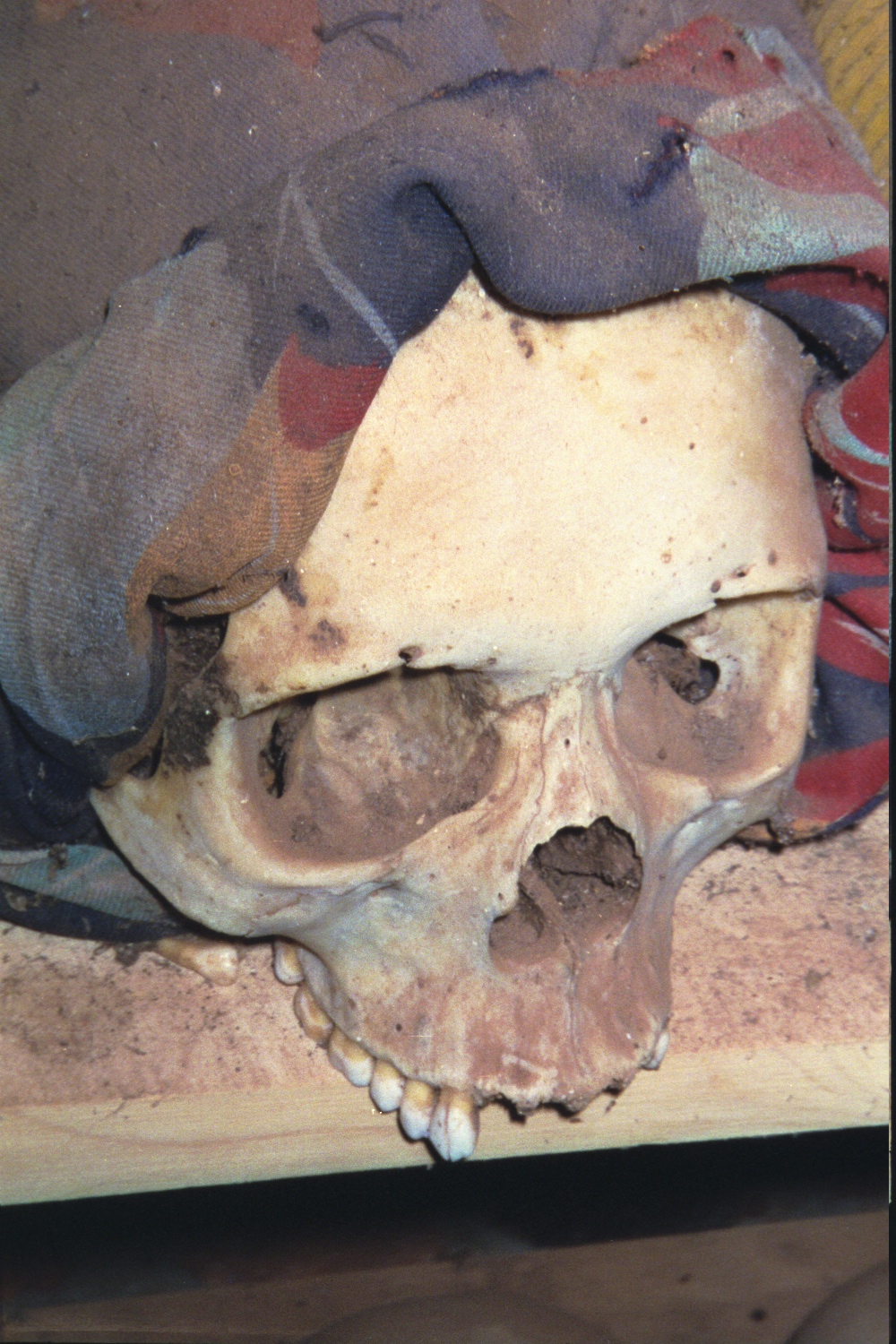
Víctima del genocidio en Ruanda.

La Misión de Asistencia de las Naciones Unidas para Ruanda (UNAMIR, por sus siglas en inglés) fue una misión patrocinada por la ONU para contribuir con la implementación del Acuerdo de Paz de Arusha, que se firmó el 4 de agosto de 1993 con el fin de terminar la Guerra Civil de Ruanda. La misión duró desde octubre de 1993 hasta marzo de 1996. Sus actividades básicas eran las de colaborar con el proceso de paz entre el territorio dominado por el Hutu y el territorio dominado por el Frente Patriótico Ruandés (FPR).

## Establecimiento
La UNAMIR se estableció por la resolución n.° 872 del 5 de octubre de 1993, del Consejo de Seguridad de la ONU, para ayudar a cumplir el Acuerdo de Paz de Arusha firmado por las partes en Ruanda el 4 de agosto de 1993. El mandato de la UNAMIR era el de: contribuir a la seguridad de la ciudad de Kigali; supervisar la observancia del acuerdo de cesación del fuego, incluyendo la demarcación de la nueva zona desmilitarizada y otros procedimientos de desmilitarización; supervisar la situación en lo que se refiere a la seguridad durante el período final del mandato del Gobierno de transición, hasta que se celebrasen las elecciones; contribuir a la limpieza de las minas, en particular mediante programas de capacitación; y ayudar en la coordinación de las actividades de asistencia humanitaria en conjunción con las operaciones de socorro.

## Genocidio

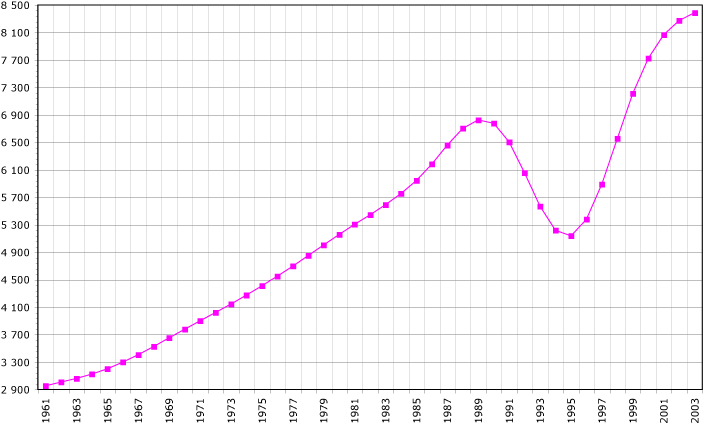
Evolución demográfica de Ruanda. Obsérvese el acusado descenso en la primera mitad de los años 90, provocado por el genocidio.

En abril de 1994 el asesinato del general Juvénal Habyarimana y el avance del Frente Patriótico Ruandés desencadena una multitud de masacres en el país contra los tutsis obligando a un desplazamiento masivo de personas hacia campos de refugiados situados en la frontera con los países vecinos, en especial el Zaire (hoy República Democrática del Congo). En agosto de 1995 tropas zaireñas intentan expulsar a estos desplazados a Ruanda. Catorce mil personas son devueltas a Ruanda, mientras que otras 150.000 se refugian en las montañas.
Más de 800.000 personas fueron asesinadas y casi cada una de las mujeres que sobrevivieron al genocidio fueron violadas. Muchos de los 5.000 niños nacidos fruto de esas violaciones fueron asesinados.
Considerando todos los datos y testimonios que se poseen acerca del genocidio de Ruanda, hay que aclarar que éste no fue exactamente un genocidio de hutus por un lado contra tutsis, por otro, sino que una falange radical y mayoritaria de la etnia hutu fue la que preparó el aniquilamiento masivo tanto de tutsis como también de hutus moderados u opositores del régimen del Habyarimana y cercanos al Frente Patriótico Ruandés (FPR). Por lo tanto, el genocidio no fue sólo de carácter étnico sino también político. Por otro lado no debemos olvidar que también hubo entre las víctimas miles de ciudadanos de la etnia hutu muertos a manos del FPR. Diversos testimonios nos aclaran que también los militares del Frente Patriótico Revolucionario cometieron asesinatos masivos. Pese a todo, está claro que los tutsis fueron masacrados: se eliminó al 75% de la etnia durante el genocidio.